# 産経学園
産経学園（さんけいがくえん）は、1955年3月12日に東京・大手町の産経会館内に産経新聞社の協力で発足した日本最初のカルチャーセンター。設立当初の名称は「東京婦人会館」（同名の前身組織は1938年に開設）。

## 沿革
戦前の「東京婦人会館」は、東京・有楽町の日劇ビル内に発足した日本最初の「婦人のための教養クラブ」である。「婦人が婦人のために知識と教養を高める機関」として作られたもので、阪急阪神東宝グループ創業者で商工大臣など歴任した小林一三らが創立者となり、村岡花子、市川房枝、吉屋信子、吉岡弥生ら政治家、小説家、学校経営者が役員として名を連ねた。
戦後、産経新聞社の協力を得て、再スタートした「東京婦人会館」は、伊東深水の日本画、星野立子の俳句、生方たつゑの短歌、花柳寿輔の日本舞踊などが売り物であった。活動の中で最も大きかったのは「技芸教授教室」だった。
その後、夜間部を設定。開設1年で各教室がほぼ満員となったため、教室部門を正式に「産経学園」として独立させ、男性にも門戸を開放した。かつてカルチュア・コンビニエンス・クラブの連結子会社だった。

## 学園一覧
関東
- 産経学園吉祥寺（1959年4月）
- 産経学園自由が丘（1965年8月）
- 産経学園新百合ヶ丘（新百合ヶ丘エルミロード、1992年11月）
- 産経学園ユーカリが丘（ユーカリプラザ、2019年9月）

関西
- 産経学園大阪（阪急ターミナルビル、1972年4月）
- 産経学園奈良登美ヶ丘（2006年7月）

閉園校
- 横浜産経学園 (1957年11月) - 横浜駅みなみ西口にあった相鉄文化会館の開業時に開校。相鉄文化会館の閉鎖に伴う移転を経て、マナマナ開園に伴い2008年3月31日閉園
- イオン大日産経学園 (2006年10月) - 2008年3月31日閉園
- 銀座産経学園 (1965年11月) - 2009年3月28日閉園
- イオン高松産経学園 (2007年4月) - 2009年10月31日閉園
- 綾瀬産経学園 (1983年5月) - 2009年11月30日閉園
- 新宿産経学園 (1967年12月) - 2009年12月31日閉園
- 旭屋カルチャースクエア イオンモール鹿児島店 (2007年10月) - 2013年8月31日閉園
- 蒲田東急産経学園 (1968年11月) - 2014年3月31日閉園
- マナマナ（トレッサ横浜北棟、2007年12月）
- 産経学園なんばパークス（2007年4月）